# لوئیس فلورس
لوئیس فلورس (اسپانیایی: Luis Flores‎؛ زادهٔ ۱۸ ژوئیهٔ ۱۹۶۱) بازیکن سابق و مربی فوتبال اهل مکزیک است.
از باشگاه‌هایی که در آن بازی کرده‌است می‌توان به باشگاه فوتبال اونیورسیداد ناسیونال، باشگاه فوتبال اسپورتینگ خیخون، باشگاه فوتبال اطلس، باشگاه فوتبال گوادالاخارا، باشگاه فوتبال والنسیا، و باشگاه فوتبال کروز آزول اشاره کرد.
وی همچنین در تیم ملی فوتبال مکزیک بازی کرده‌است.